# Campeonato Paraguaio de Futebol de 1947
O Campeonato Paraguaio de Futebol de 1947 foi o trigésimo sétimo torneio desta competição. Participaram dez equipes. Não houve rebaixados, devido que a segunda divisão não previa ascenso.  Em paralelo, corria também o campeonato da Federación Paraguaya de Deportes, formada com os outros clubes paraguaios que foram "expulsos" devido a decisão da "famosa assembléia de 7 de julho de 1935", que rebaixou equipes nos bastidores e os participantes da intermédia.
| Equipe                | Cidade   | Departamento     | No ano anterior | Estádio | Capacidade | Títulos                                                  | Participações |
| --------------------- | -------- | ---------------- | --------------- | ------- | ---------- | -------------------------------------------------------- | ------------- |
| Club River Plate      | Assunção | Distrito Capital | Décimo Lugar    | --      | --         | 0 (não possui)                                           | 32            |
| Club Cerro Porteño    | Assunção | Distrito Capital | Terceiro Lugar  | --      | --         | 9 (1913, 1915, 1918, 1919, 1935, 1939, 1940, 1941, 1944) | 31            |
| Club Guaraní          | Assunção | Distrito Capital | Quinto Lugar    | --      | --         | 4 (1906,1907, 1921, 1923 )                               | 36            |
| Club Nacional         | Assunção | Distrito Capital | Campeão         | --      | --         | 6 (1909, 1911, 1924, 1926, 1942, 1946)                   | 37            |
| Club Olimpia          | Assunção | Distrito Capital | Quarto Lugar    | --      | --         | 12 (último em 1938)                                      | 37            |
| Sol de América        | Assunção | Distrito Capital | Vice Campeão    | --      | --         | 0 (não possui)                                           | 34            |
| Club Libertad         | Assunção | Distrito Capital | Sexto Lugar     | --      | --         | 5 (1910, 1920, 1930,1943, 1945 )                         | 33            |
| Atlántida Sport Club  | Assunção | Distrito Capital | Sétimo Lugar    | --      | --         | 0 (não possui)                                           | 28            |
| Club Presidente Hayes | Assunção | Distrito Capital | Oitavo Lugar    | --      | --         | 0 (não possui)                                           | 24            |
| Club Sportivo Luqueño | Luque    | Central          | Nono Lugar      | --      | --         | 0 (não possui)                                           | 19            |

## Premiação
| Campeonato Paraguaio 1947 Primeira Divisão |
| Assunção                                   |
| ------------------------------------------ |
| Club Olímpia Campeão (13º título)          |